# Flauta

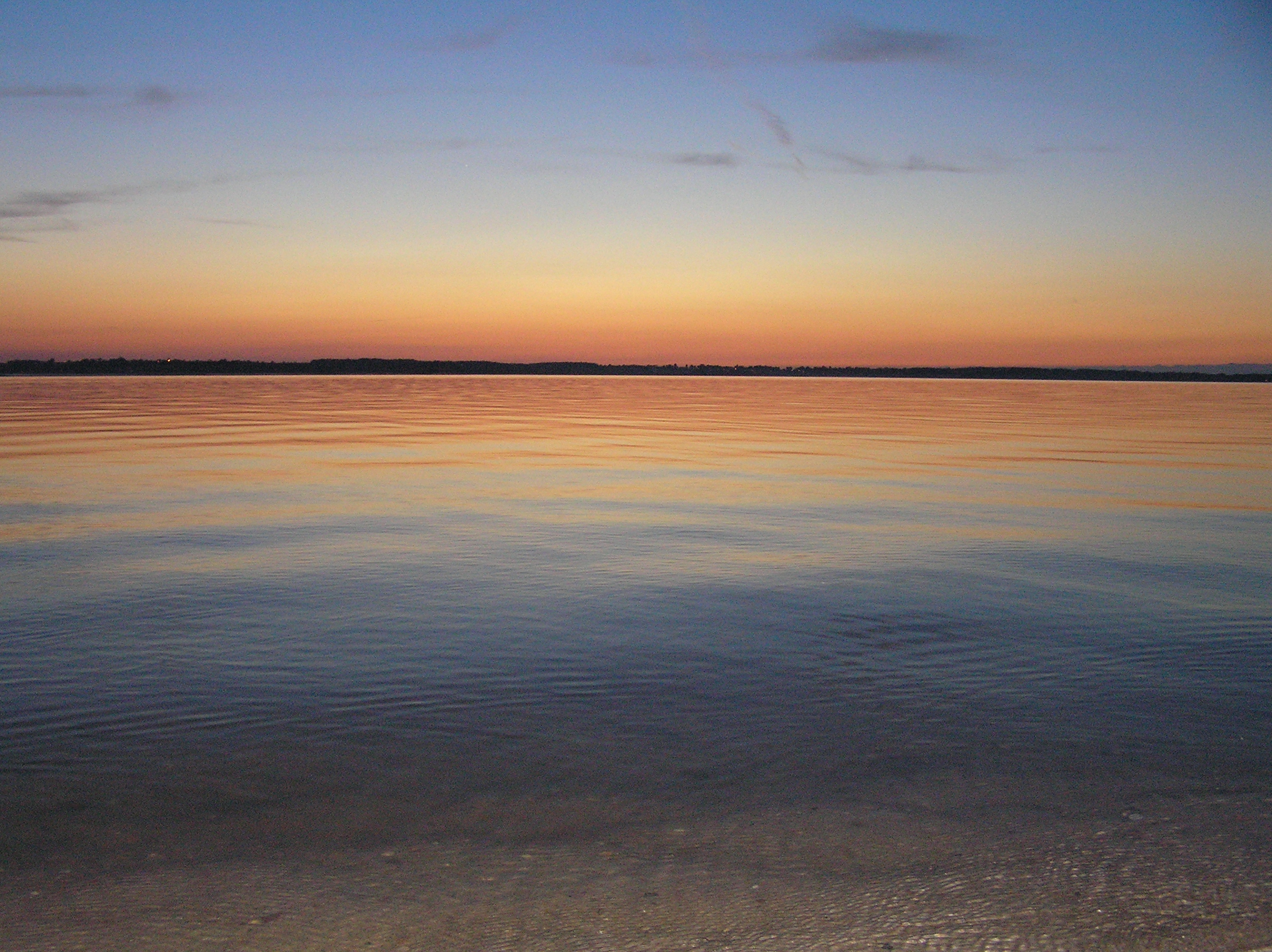
Flauta na Zatoce Puckiej

Flauta (sztil, cisza morska) – określenie żeglarskie oznaczające brak wiatru. Pogoda bezwietrzna, prędkość wiatru 0,2 m/s (< 1 km/h), 0° w skali Beauforta). Lustrzana tafla wody.

## Etymologia
Według Słownika wyrazów obcych Władysława Kopalińskiego słowo flauta pochodzi z niemieckiego Flaute (cisza morska), wywodzącego się od flau (słaby; ospały).